# Амфориск

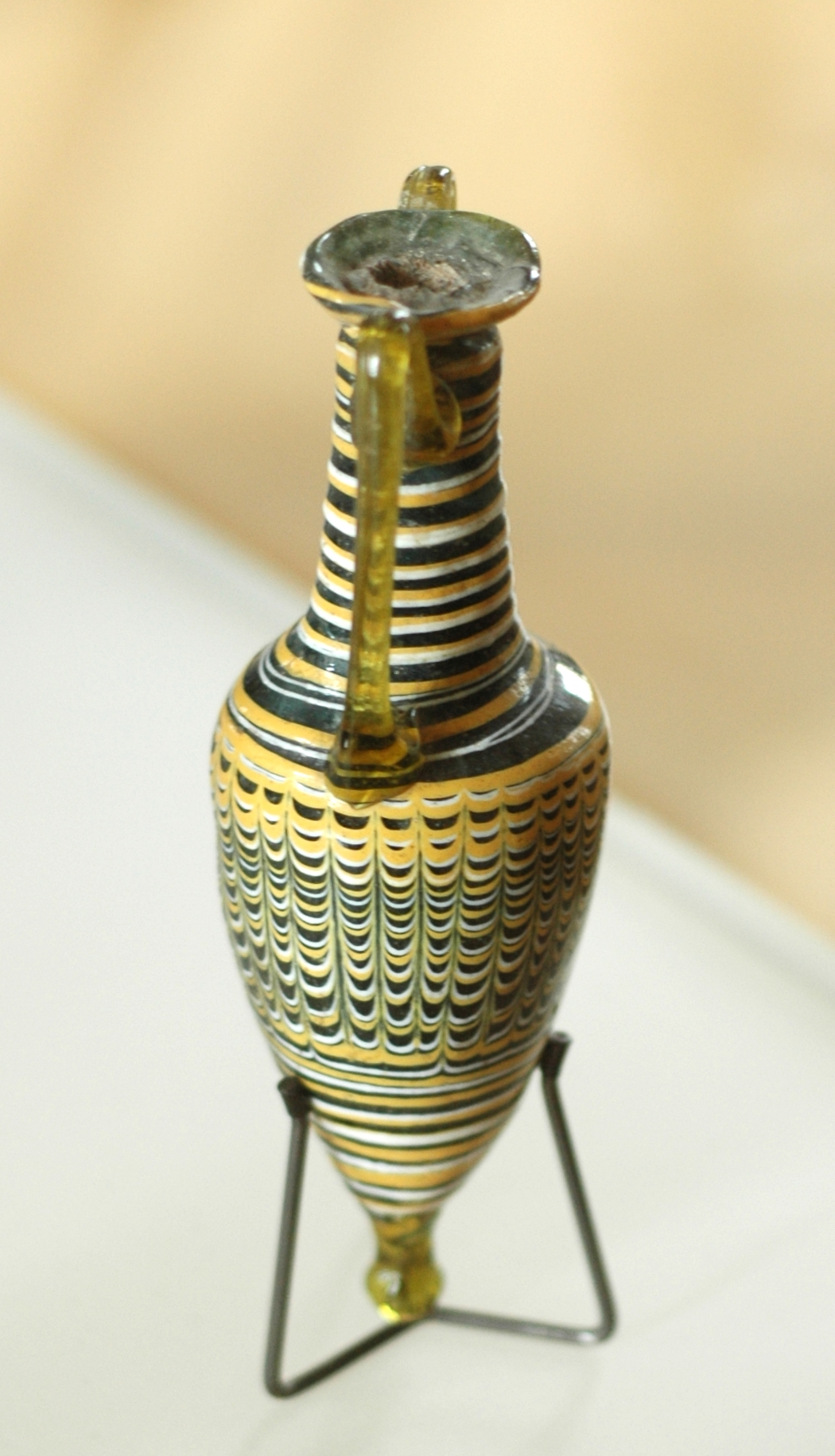
Кіпрський скляний амфориск, Лувр

Амфориск — давньогрецька посудина, «маленька амфора». На відміну від звичайної амфори амфориск використовувався для зберігання олій, ароматичних і косметичних засобів.
У Стародавньому Римі та Римській Греції амфориски виготовлялися також зі скла.